# Buffeventius somnambulus
Buffeventius somnambulus là một loài bọ cánh cứng trong họ Elateridae. Loài này được Wurst, Schimmel & Platia miêu tả khoa học năm 2001.